# Майк Вудсон
Майкл Дін Вудсон (англ. Michael Dean Woodson, нар. 24 березня 1958, Індіанаполіс, Індіана, США) — американський професіональний баскетболіст, що грав на позиції атакувального захисника за низку команд НБА. Гравець національної збірної США. Чемпіон НБА. З 2020 року — асистент головного тренера «Нью-Йорк Нікс».

## Ігрова кар'єра
На університетському рівні грав за команду Індіана (1976–1980). На останньому курсі потрапив до символічної збірної NCAA.
1980 року був обраний у першому раунді драфту НБА під загальним 12-м номером командою «Нью-Йорк Нікс». Професійну кар'єру розпочав 1980 року виступами за тих же «Нью-Йорк Нікс», захищав кольори команди з Нью-Йорка протягом одного сезону.
Частину 1982 року виступав у складі «Нью-Джерсі Нетс».
1982 року перейшов до «Канзас-Сіті / Сакраменто Кінгс», у складі якої провів наступні 4 сезони своєї кар'єри.
Наступною командою в кар'єрі гравця була «Лос-Анджелес Кліпперс», за яку він відіграв 2 сезони.
З 1988 по 1990 рік грав у складі «Х'юстон Рокетс».
Останньою ж командою в кар'єрі гравця стала «Клівленд Кавальєрс», до складу якої він приєднався 1991 року і за яку відіграв лише частину сезону.

## Тренерська робота
1996 року розпочав тренерську кар'єру, ставши асистентом головного тренера команди «Мілвокі Бакс», в якій пропрацював до 1999 року.
З 1999 по 2001 рік був асистентом головного тренера команди «Клівленд Кавальєрс».
З 2001 по 2003 рік був асистентом головного тренера команди «Філадельфія Севенті-Сіксерс».
З 2003 по 2004 рік був асистентом Ларрі Брауна в «Детройт Пістонс». Став чемпіоном НБА разом з командою.
2004 очолив «Атланта Гокс», замінивши Террі Стоттса. За шість років у клубі здобув 42% перемог. У сезоні 2007-2008 вперше за вісім років вивів «Атланту» до плей-оф, що також повторив у наступні два сезони. 206 перемог Вудсона на чолі команди є четвертим найкращим показником в історії клубу, після Річі Геріна (327), Майка Фрателло (324) та Ленні Вілкенса (310). Проте після того, як «Атланта» програла серію першого раунду проти «Орландо» 0-4 у 2010 році, генеральний менеджер клубу Рік Санд оголосив, що контракт з Вудсоном не буде продовжено.
З 2011 по 2012 рік був асистентом головного тренера команди «Нью-Йорк Нікс». У березні 2012 року, після відставки Майка Д'Ентоні спочатку стави виконуючим обов'язки головного тренера команди, а у травні очолив «Нікс». У сезоні 2012-2013 дійшов з командою до півфіналу Східної конференції. 2014 року не зміг вивести команду до плей-оф, після чого був звільнений.
З 2014 по 2018 рік був асистентом головного тренера «Лос-Анджелес Кліпперс».
2020 року став помічником Тома Тібодо в «Нью-Йорк Нікс.»

### Тренерська статистика
| Команда         | Сезон   | G   | W   | L   | W–L% | Місце                    | PG | PW | PL | PW–L% | Результат                       |
| --------------- | ------- | --- | --- | --- | ---- | ------------------------ | -- | -- | -- | ----- | ------------------------------- |
| «Атланта Гокс»  | 2004–05 | 82  | 13  | 69  | .159 | 5-е в Південно-Західному | —  | —  | —  | —     | не вийшли до плей-оф            |
| «Атланта Гокс»  | 2005–06 | 82  | 26  | 56  | .317 | 5-е в Південно-Західному | —  | —  | —  | —     | не вийшли до плей-оф            |
| «Атланта Гокс»  | 2006–07 | 82  | 30  | 52  | .366 | 5-е в Південно-Західному | —  | —  | —  | —     | не вийшли до плей-оф            |
| «Атланта Гокс»  | 2007–08 | 82  | 37  | 45  | .451 | 3-є в Південно-Західному | 7  | 3  | 4  | .429  | Програш у Першому раунді        |
| «Атланта Гокс»  | 2008–09 | 82  | 47  | 35  | .580 | 2-е в Південно-Західному | 11 | 4  | 7  | .364  | Програш у півфіналі Конференції |
| «Атланта Гокс»  | 2009–10 | 82  | 53  | 29  | .646 | 2-е в Південно-Західному | 11 | 4  | 7  | .364  | Програш у півфіналі Конференції |
| «Нью-Йорк Нікс» | 2011–12 | 24  | 18  | 6   | .750 | 2-е в Атлантичному       | 5  | 1  | 4  | .200  | Програш у Першому раунді        |
| «Нью-Йорк Нікс» | 2012–13 | 82  | 54  | 28  | .659 | 1-е в Атлантичному       | 12 | 6  | 6  | .500  | Програш у півфіналі Конференції |
| «Нью-Йорк Нікс» | 2013–14 | 82  | 37  | 45  | .451 | 3-є в Атлантичному       | —  | —  | —  | —     | не вийшли до плей-оф            |
| Усього          |         | 680 | 315 | 365 | .463 |                          | 46 | 18 | 28 | .391  |                                 |